# Temporada 1972-73 de los Detroit Pistons
La temporada 1972-73 fue la vigésimo quinta de los Pistons en la NBA, y la decimosexta en su localización de Detroit, Míchigan. La temporada regular acabaron con 40 victorias y 42 derrotas, ocupando la quinta  posición de la Conferencia Oeste, no logrando clasificarse para los playoffs.

## Elecciones en elDraft
| Ronda | Puesto | Jugador    | Posición | Nacionalidad   | Universidad      |
| ----- | ------ | ---------- | -------- | -------------- | ---------------- |
| 1     | 9      | Bob Nash   | Alero    | Estados Unidos | Hawaiʻi          |
| 2     | 17     | Chris Ford | Escolta  | Estados Unidos | Villanova        |
| 8     | 117    | Ben Kelso  | Escolta  | Estados Unidos | Central Michigan |

## Temporada regular
| División Medio Oeste    | División Medio Oeste | División Medio Oeste | División Medio Oeste | División Medio Oeste | División Medio Oeste | División Medio Oeste | División Medio Oeste | División Medio Oeste |
| Equipo                  | G                    | P                    | %                    | PD                   | Casa                 | Fuera                | Neutral              | Div                  |
| ----------------------- | -------------------- | -------------------- | -------------------- | -------------------- | -------------------- | -------------------- | -------------------- | -------------------- |
| y-Milwaukee Bucks       | 60                   | 22                   | .732                 | –                    | 33–5                 | 25–15                | 2–2                  | 15–5                 |
| x-Chicago Bulls         | 51                   | 31                   | .622                 | 9                    | 29–12                | 20–19                | 2–0                  | 10–10                |
| Detroit Pistons         | 40                   | 42                   | .488                 | 20                   | 26–15                | 13–25                | 1–2                  | 9–11                 |
| Kansas City–Omaha Kings | 36                   | 46                   | .439                 | 24                   | 24–17                | 12–29                | –                    | 6–14                 |

## Estadísticas
| Rk | Jugador        | Edad | P  | PT | MP   | TC   | TCI  | %TC  | TL  | TLI | %TL  | RB   | AS  | FP  | PTS  |
| -- | -------------- | ---- | -- | -- | ---- | ---- | ---- | ---- | --- | --- | ---- | ---- | --- | --- | ---- |
| 1  | Dave Bing      | 29   | 82 |    | 41.0 | 8.4  | 18.8 | .448 | 5.6 | 6.8 | .814 | 3.6  | 7.8 | 2.8 | 22.4 |
| 2  | Bob Lanier     | 24   | 81 |    | 38.9 | 10.0 | 20.4 | .490 | 3.8 | 4.9 | .773 | 14.9 | 3.2 | 3.4 | 23.8 |
| 3  | Curtis Rowe    | 23   | 81 |    | 37.1 | 6.8  | 13.0 | .519 | 2.6 | 4.0 | .642 | 9.4  | 2.1 | 2.4 | 16.1 |
| 4  | Stu Lantz      | 26   | 51 |    | 31.4 | 3.6  | 8.9  | .407 | 2.4 | 2.9 | .800 | 3.4  | 2.7 | 2.3 | 9.6  |
| 5  | Don Adams      | 25   | 70 |    | 25.7 | 3.7  | 9.1  | .402 | 2.0 | 2.5 | .784 | 6.0  | 1.6 | 3.1 | 9.3  |
| 6  | Fred Foster    | 26   | 63 |    | 23.2 | 3.9  | 10.0 | .388 | 1.0 | 1.4 | .701 | 2.9  | 1.5 | 2.4 | 8.7  |
| 7  | John Mengelt   | 23   | 67 |    | 21.4 | 4.4  | 8.7  | .504 | 1.7 | 2.1 | .823 | 2.4  | 1.9 | 1.9 | 10.5 |
| 8  | Chris Ford     | 24   | 74 |    | 20.8 | 2.8  | 5.9  | .479 | 0.8 | 1.3 | .645 | 3.6  | 2.6 | 1.8 | 6.4  |
| 9  | Willie Norwood | 25   | 79 |    | 16.2 | 3.2  | 6.4  | .494 | 1.9 | 2.8 | .684 | 4.1  | 0.7 | 2.3 | 8.3  |
| 10 | Jim Davis      | 31   | 73 |    | 10.6 | 1.8  | 3.5  | .510 | 1.0 | 1.6 | .632 | 3.6  | 0.8 | 1.7 | 4.6  |
| 11 | Justus Thigpen | 25   | 18 |    | 5.5  | 1.3  | 3.2  | .404 | 0.0 | 0.0 |      | 0.5  | 0.4 | 1.0 | 2.6  |
| 12 | Bob Nash       | 22   | 36 |    | 4.7  | 0.4  | 2.0  | .222 | 0.3 | 0.5 | .647 | 0.9  | 0.4 | 0.8 | 1.2  |
| 13 | Erwin Mueller  | 28   | 21 |    | 3.8  | 0.4  | 1.5  | .290 | 0.2 | 0.3 | .714 | 0.7  | 0.3 | 0.6 | 1.1  |
| 14 | Harvey Marlatt | 24   | 7  |    | 3.7  | 0.3  | 0.6  | .500 | 0.0 | 0.0 |      | 0.1  | 0.6 | 0.1 | 0.6  |

## Galardones y récords
| Jugador    | Galardón |
| Dave Bing  | All-Star |
| Bob Lanier | All-Star |